# Heinrich Schönfeld (Maler)

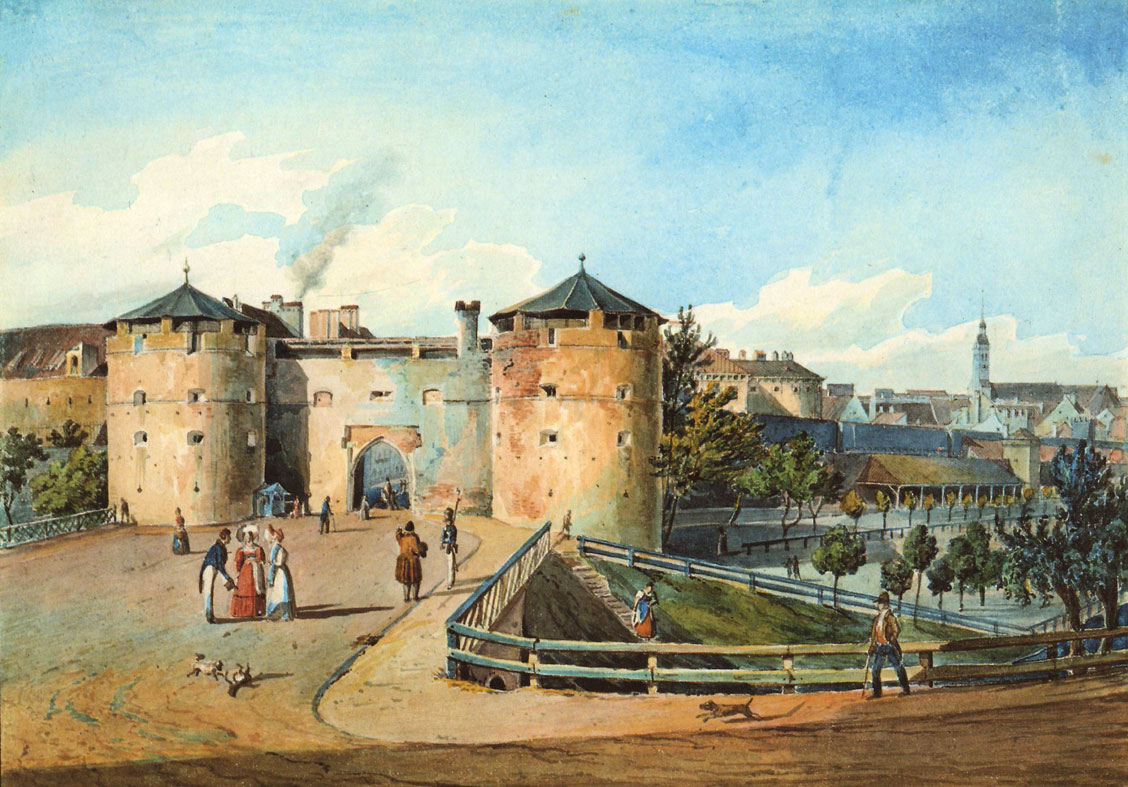
Das Angertor in München, 1835

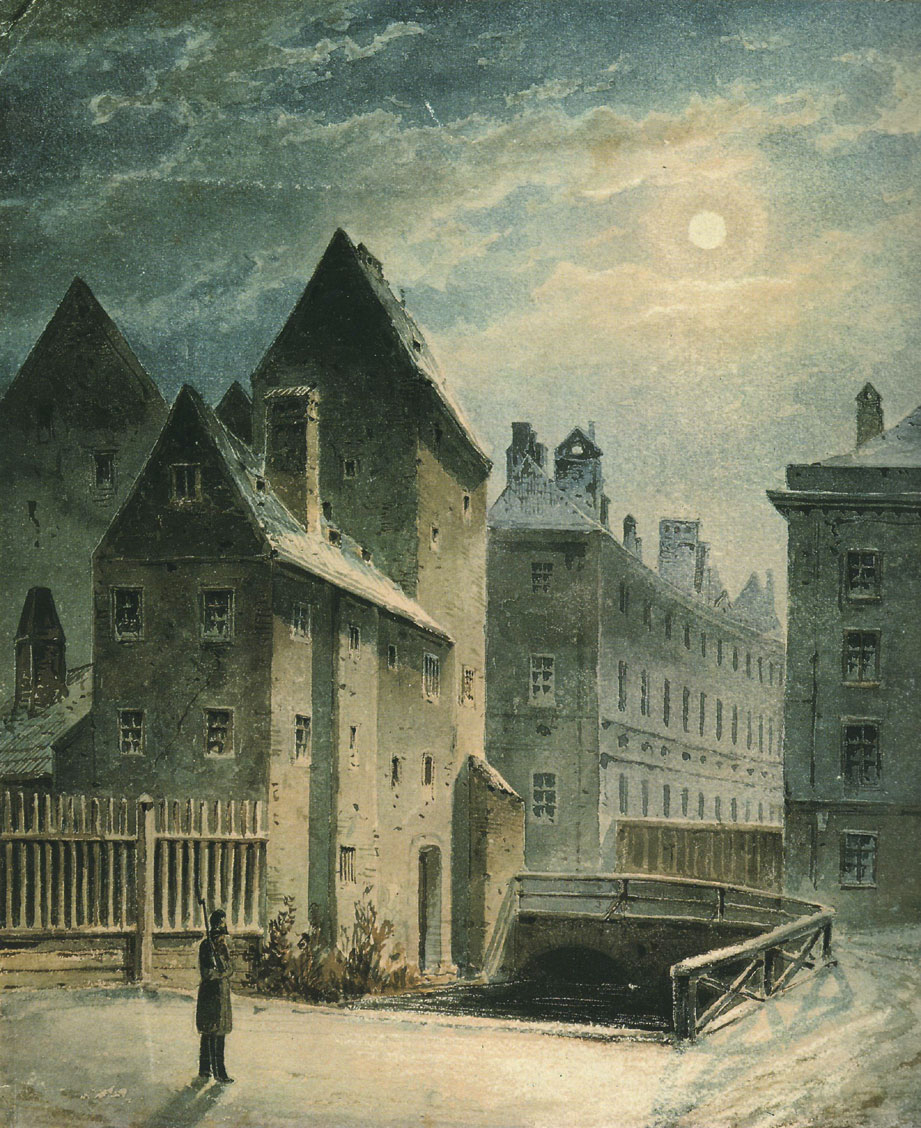
Der Falkenturm in München, 1840

Heinrich Schönfeld (* 1809 in Dresden; † 5. Mai 1845 in München) war ein deutscher Maler.

## Leben
Heinrich Schönfeld erhielt zunächst an der Dresdner Akademie der Künste eine Ausbildung als Maler, anschließend studierte er Baukunst. Ein Schwerpunkt seiner Arbeit war die Theater- und Architekturmalerei. Er unternahm von München aus, wo er seit 1830 lebte, auch Reisen durch Südeuropa, wo er Aquarelle mit Städteansichten und Studien von hauptsächlich mittelalterlichen Gebäuden anfertigte. In der Neue Pinakothek zu München hängt eine 1840 gemalte Ansicht des „Metzger-Quai in Straßburg“. Viele seiner landschaftlichen Städte-Veduten bebildern die von Ludwig Lange (1808–1868) in sechs Bänden herausgegebenen „Original-Ansichten der historisch merkwürdigsten Städte in Deutschland, ihrer wichtigsten Dome“.

## Werke (Auswahl)
- Marktplatz in Basel, Münster in Straßburg, Kirche zu Bacharach, Ansichten der Dome zu Limburg und Erfurt
- Am Canal Grande in Venedig, Aquarell, 167 × 225 mm[2]